# Конституція Сербії
Конституція Сербії (серб. Устав Србије, Ustav Srbije) — найвищий правовий акт, який регулює роботу державних органів та права громадян Сербії. В сучасній Сербії діє Конституція, прийнята на референдумі 28–29 жовтня 2006 року.

## Список конституцій Сербії
- Конституція Сербії 1835 року
- Конституція Сербії 1838 року
- Конституція Сербії 1869 року
- Конституція Сербії 1888 року
- Конституція Сербії 1901 року
- Конституція Сербії 1903 року
- Конституція Сербії 1947 року
- Конституція Сербії 1963 року
- Конституція Сербії 1974 року
- Конституція Сербії 1990 року
- Конституція Сербії 2006 року (діюча)